# Notomys aquilo
Notomys aquilo és una espècie de mamífer rosegador de la família dels múrids. És endèmic d'Austràlia (Territori del Nord). Els seus hàbitats naturals són les dunes, les landes costaneres, els matollars i els herbassars. Està amenaçat per la mineria, la depredació pels gats ferals i els canvis en la freqüència dels incendis forestals. El seu nom específic, aquilo, significa ‘septentrional’ en llatí.